# Комабио
Кома̀био (на италиански: Comabbio; на ломбардски: Cumabi, Кумаби) е село и община в Северна Италия, провинция Варезе, регион Ломбардия. Разположено е на 307 m надморска височина. Населението на общината е 1168 души (към 2017 г.).